# Natura 2000-område nr. 149 Tryggevælde Ådal
Natura 2000-område nr. 149 Tryggevælde Ådal  er et Natura 2000-område der består af habitatområde H132 og  har et areal på  347 hektar der er privatejet. Det ligger  i Stevns  og en lille del i Køge Kommune i området syd for Køge.

## Områdebeskrivelse
Området er  et stort sammenhængende område omkring Tryggevælde Å, fra udløbet i Køge Bugt til sammenløbet med Stevns Å syd for Hårlev. Ådalen ligger i en gammel fjordarm og fremstår som et stort vådområde domineret af enge, der oversvømmes i perioder af vinterhalvåret. 
På begge sider af ådalen ligger, parallelt med åen, to mere eller mindre sammenhængende bræmmer af artsrige rigkær. Her findes  mange sjældne og ualmindelige arter, bl.a. en af Danmarks sjældneste orkideer, pukkellæbe, den nationale ansvarsart, engensian, samt de på landsplan sjældne arter engblomme, engtroldurt, leverurt og forskellige arter af orkideer. Endvidere er mygblomst, en orkide der regnes af betydning på europæisk plan, tidligere fundet i ådalen, senest i 1987. Rigkærene er generelt også rige på bladmosser og rummer flere ualmindelige arter.
Natura 2000-området ligger     i Vandområdedistrikt II Sjælland  i vandplanoplandene 2.4 Køge Bugt. 

## Fredninger
Indenfor Natura 2000-området er et 18 ha stort klitområde på odden ved Tryggevælde Ås udløb i Køge Bugt er omfattet af en fredning fra 1937. Den er nu en del af den store fredning omkring Vallø Gods. Endvidere er et lille engareal, Møllemarken, på 2 ha ud for Vallø by fredet for at friholde engen for bebyggelse.

## Eksterne kilder og henvisninger
1. ↑  – Hovedvandopland 2.4 Køge Bugt (Webside ikke længere tilgængelig) på mst.dk
2. ↑  Om fredningen på fredninger.dk
3. ↑  Møllemarken på fredninger.dk

- Kort over området på miljoegis.mim.dk
- Naturplanen Arkiveret 4. juli 2020 hos  Wayback Machine
- Basisanalysen 2016-21 Arkiveret 5. juli 2020 hos  Wayback Machine